# Ann Summers
Ann Summers é uma empresa inglesa do setor varejista especializada em brinquedos sexuais e lingerie, com filiais na Inglaterra, Irlanda e Ilhas do Canal. A empresa atualmente faz parte da Gold Group International (GGI).

## História

### Criação
A empresa foi fundada por Michael Caborn-Waterfield em 1970, tendo a primeira loja nas proximidades do Marble Arch, em Londres. A  ideia surgiu quando o advogado Lorde Goodman comentou que ficou impressionado com o manual sexual que Waterfield publicou sob o pseudônimo de Terence Hendrickson e perguntou se "era possível fazer o mesmo com bens destinados ao mercado feminino". Waterfield havia saído da prisão fazia pouco tempo e criou sua loja baseada no Instituto de Higiene Conjulgal, uma sex shop criada em 1962 por Beate Uhse-Rotermund na Alemanha, a qual Waterfield teve acesso às fábricas quando fingiu ser um jornalista. A empresa foi batizada em homenagem a Annice Goodwin, sua então secretária e ex-namorada. Waterfield não queria usar seu próprio nome por estar sujo e achar que por ser um homem, isto impactaria os negócios. Annice aceitou ganhar £ 10.000 ao ano e adotasse o sobrenome de seu padastro, Summers, por Waterfield pensar que lembraria uma rosa.
Inicialmente, a loja vendia "massageadores" de plástico, bonecas infláveis e loções para massagem, e faturou £ 5.000. O sucesso fez com que outra loja fosse aberta em Bristol, mas devido a problemas de gestão de Waterfield e a saída de Annice da empresa por alegar que não recebeu a quantia prometida e por não querer seu nome relacionado a mais produtos sexuais, a loja passou por dificuldades.

### Aquisição pelos irmãos Gold
Em 1972, a empresa foi comprada pelos irmãos Ralph e David Gold. Ann Summers possuia quatro lojas na época da compra. Eles pagaram a Dívida de Waterfield com Annice e a convenceram de trabalhar em uma filial em Londres, mas ela demitiu-se novamente um ano depois. No início, os irmãos transformaram dois de seus pontos de venda de pornografia em filiais da Ann Summers fizeram o negócio crescer até chegarem em nove lojas, porém venderam quatro delas e reformularam as restantes para se tornarem mais atraentes ao público feminino. Eles também introduziram o Planejamento de Festas, que levava os brinquedos sexuais até a casa dos clientes.
O negócio não estava crescendo na velocidade que os irmãos Gold gostariam, com a abertura de cinco ou seis lojas ao ano. Eles haviam falhado em abrir cafeterias dentro da Ann Summers, então decidiram comprar a Knickerbox, que introduziu outras 26 lojas de uma vez só para a franquia. Eles relatam que no início houve certa resistência dos antigos empregados da rede de langerie.
Em dezembro de 2007, Ralph vendeu suas ações da Ann Summers e transferiu diversas propriedades para seu irmão por £ 56.5 milhões, dinheiro que recebeu em abril de 2009. Em junho de 2008, as vendas da Ann Summers aumentaram para £ 128 milhões.
Em 1981, Jacqueline Gold assumiu a presidência. Ela foi responsável por popularizar as "Tuppaware Parties", que vendia langeries e brinquedos sexuais nas casas das clientes. Atualmente as festas são chamadas de "Irmandades" e os organizadores são chamados de "embaixadores". Em 2022, um embaixador fazia em média £ 1.000 ao mês para organizar as festas.
Em 2023, Maria Hollins tornou-se CEO da Ann Summers, após a morte de Jacqueline Gold.